# Feste Budiš
Die Feste Budiš (deutsch Rondell bzw. Rundel) ist eine abgegangene mittelalterliche Wasserburg auf der Gemarkung der Gemeinde Podbořanský Rohozec (Deutsch Rust) in Tschechien. Der Burgstall ist als Kulturdenkmal geschützt.

## Geographie
Der Burgstall Budiš liegt einen reichlichen Kilometer südwestlich von Podbořanský Rohozec – dicht an der Grenze des Truppenübungsplatzes Hradiště – am Ostabfall des Duppauer Gebirges. Der kreisrunde Burghügel befindet sich inmitten eines kleinen Teiches an einem Quellbach des Dolánecký potok. Auf dem Militärgebiet erheben sich im Süden die Jedliny (Hohe Tanne; 702 m n.m.) und der Prokopy (Prokopiberg; 749 m n.m.), südwestlich der Pilíř (Filirsch; 763 m n.m.) sowie im Westen die Číhana (Hohe Lauer; 749 m n.m.) und der Lange Berg (757 m n.m.).
Umliegende Ortschaften sind Emanuelův Dvůr (Emanuelshof) im Norden, Podbořanský Rohozec im Nordosten, Nepomyšl (Pomeisl) im Osten, Nová Ves (Neudorf) und Střelnice (Schützhäusel) im Südosten, Valeč (Waltsch) im Süden sowie Bukovina (Buckwa) im Nordwesten.

## Geschichte
Über die Erbauer und die Geschichte der Wasserburg ist nichts überliefert. Erstmals indirekt erwähnt wurde sie 1424 im Zusammenhang mit der Burg Křečov, als Diviš der Ältere von Křečov die Burg Křečov einschließlich der Einkünfte aus Budiš und dem Budišer Hain an seine Kinder Jan, Elena, Anna und Alžběta überschrieb. Die letzte Erwähnung der Budišer Einkünfte erfolgte dort 1454. Im Jahr darauf wurde das wüste Dorf Budiš mit einem Meierhof und einigen Kmetenhöfen als Zubehör der Burg Křečov aufgeführt.
Später entstand die Legende, dass das Rondell über einen unterirdischen Gang mit der zweieinhalb Kilometer entfernten Burgruine Křečov verbunden sei. Ende des 19. Jahrhunderts wurden bei Grabungen auf dem Burgstall Hufeisen, Hellebarden sowie während der Regentschaft Johanns von Luxemburg und Karls IV. (HRR) geprägte Münzen aufgefunden.

## Bauliche Anlage

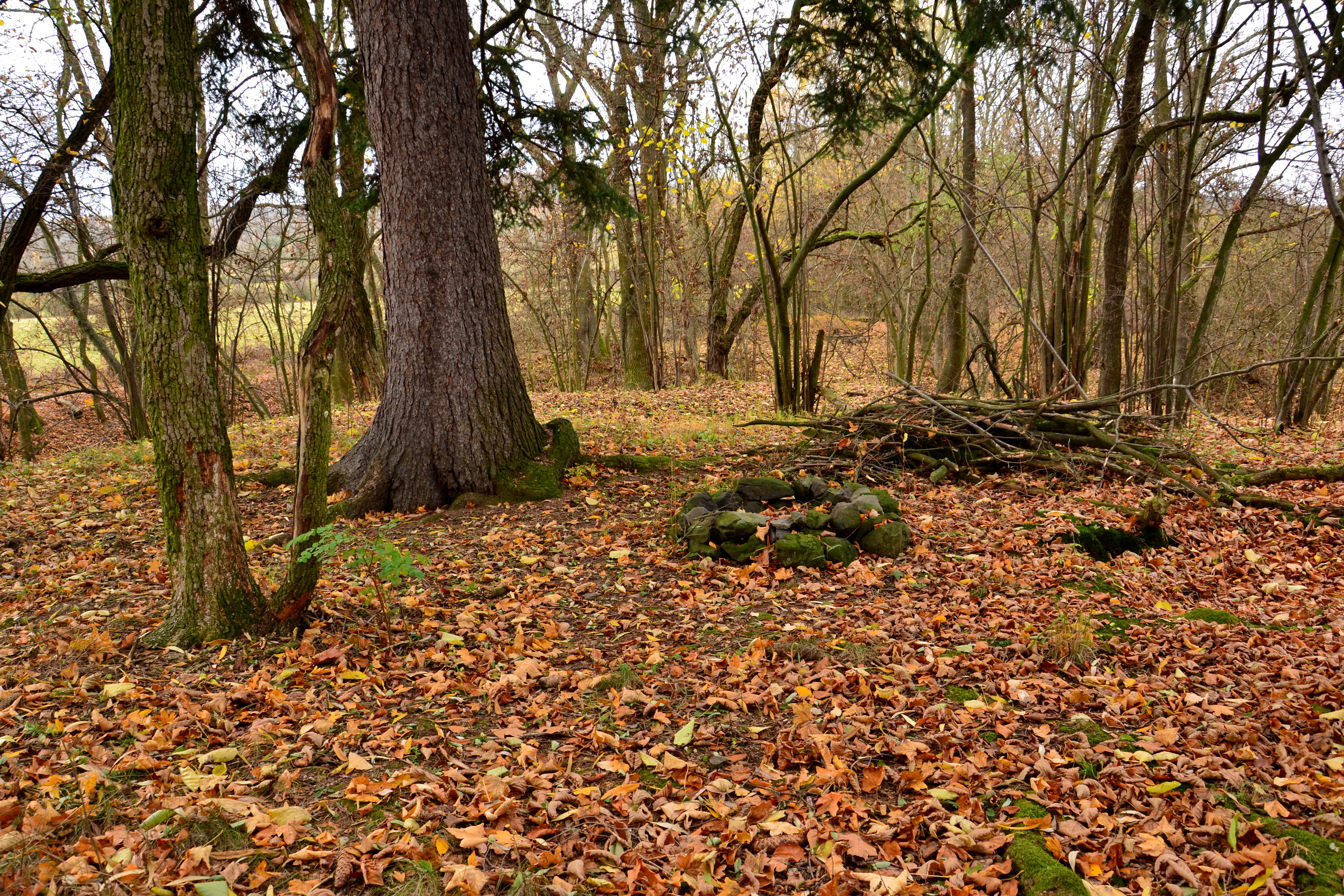
Burghügel

Die von einem Wall und einem 7–10 Meter breiten wassergefüllten Graben umgebene Anlage wurde auf einer – wahrscheinlich ummauerten – nahezu runden Insel mit einem Durchmesser von 18 bis 20 Meter errichtet. Sie bestand aus einem Wohnturm, dessen Mauerreste in der zweiten Hälfte des 19. Jahrhunderts abgebrochen wurden, und wahrscheinlich noch weiteren Gebäuden, die zumindest im unteren Teil steinern waren. Der Zugang wird im südwestlichen Bereich angenommen.
Erhalten sind der ca. drei Meter hohe Burghügel mit einigen Bodenvertiefungen und verstreuten Steinen, einige Bruchsteine der Umfassungsmauer und der teilweise verlandete Wassergraben.
Der Burgstall ist seit 1964 als Kulturdenkmal unter Schutz gestellt.
Etwa 250 Meter südwestlich des Burgstalls steht die als Baumdenkmal geschützte Eiche Rohozecký dub.